# 激鋼牙3
《激鋼牙3》，有譯做《激鋼人3》、《超級金剛3》，香港譯《戰鬥王3》，是日本動畫《機動戰艦》（機動戦艦ナデシコ）中架空的熱血機器人動畫。其設定為共39集，由第27集起改名為《熱血機器人 激鋼牙3》（實際上沒有真的製作足39集）。
雖然只是劇中劇，但由於它忠實地再現了1970年代的巨大機器人動畫風格，甚受歡迎，結果在1997年獨立推出OVA《激鋼牙3 熱血大決戰》。

## 在劇中的地位
主角天河明人與朋友大豪寺凱（山田二郎）是該劇忠實影迷，連自機的武器都以必殺技命名。山田二郎甚至不以本名，而以「靈魂的名字」大豪寺凱這個偽名自稱。因為兩人對該劇的狂熱，令大和撫子艦內都牽起了激鋼牙熱潮。
敵人木星聯合方面，它則為國民動畫，甚至升華為一種聖典。除了因為他們本來甚少娛樂以外（逃亡到木星的時候所帶的娛樂作品只有激鋼牙3），軍隊亦藉此提升士氣，所以該片深深影響著木星聯合國民的精神面貌，尤其是軍人之間特別狂熱，除了會隨身攜帶女主角國分寺菜菜子的相片，甚至軍服與兵器設計都帶有激鋼牙3的色彩。縱使原來的動畫片已經劣化到不能看，他們也努力修復。（因逃亡時沒有取得全套，故此部分集數失傳，所以木星聯合的白鳥九十九等人知道凱有全套收藏都十分高興，並複製了一份）。但亦有人認為失傳的集數當中含有跟外星人溝通和解的情節，故此軍部故意失傳。

## 劇情設定
科學家国分寺博士在地下遗迹考古的时候发现了謎之古代人「超古代绳文人」遗留下来的壁画，預言外星人将会侵略地球，同时留下了一张機器人设计图。後來他設立了國分寺研究所，根据壁画上的设计图开发了激钢牙3，并且挑选了青云学园的三名15岁的高中生天空健、海燕丈、大地明為機師，合力抵抗外星人的侵略。与此同时，之前被超古代绳文人打败的乔阿克星人，由于母星被黑暗银河吞没而不得不离开，为了寻找新的居所，阿卡拉王子以要塞「阿卡拉基地」为据点侵略地球。但是，数万年前在地球上建立了超文明之后消声匿迹的超古代绳文人也在暗中觊觎着地球……

## 內容
從劇中偶爾看到的片段可以了解，其劇情主要模仿1970到1980年代日本巨大機器人動畫的元素：如「三機合體」，駕駛員組合是熱血漢、冷酷男和胖子，有一集還登場了來自美國的牛仔機器人（从这点看很类似中的设定），而机体则有的感觉，三级合体的口号则来自于电磁侠。总之看起来就像是永井豪大师的作品一样，連主題歌和一起發售的玩具都有，可以說是那个时代機器人動畫的極佳描述。